# Zuzana Stivínová mladší
Zuzana Stivínová mladší (* 24. července 1973 Praha) je česká herečka, zpěvačka a šansoniérka.

## Původ a činnost
Její otec je hudebník-flétnista Jiří Stivín, a herečka Eva Svobodová je její babička.
Již během svých studií na pražské konzervatoři (absolutorium 1993) si zahrála na celé řadě pražských divadelních scén (Divadlo Semafor, Realistické divadlo, Divadlo Na zábradlí, Divadlo v Celetné), poté byla v letech 1994–2000 ve stálém angažmá v pražském Národním divadle.
Od 1. srpna 2019 je znovu členkou souboru Činohry Národního divadla.
Kromě své herecké práce v divadle se také aktivně věnuje dabingu, vystupuje též jako zpěvačka a šansoniérka. Velmi dobře hraje také na violoncello.
Jejím manželem je molekulární biolog Lukáš Čermák, mají dva syny.

## Filmografie, výběr

### Film
- 1990 Houpačka
- 1997 Winter 89
- 1998 Pasti, pasti, pastičky
- 1999 Návrat idiota
- 1999 Eliška má ráda divočinu

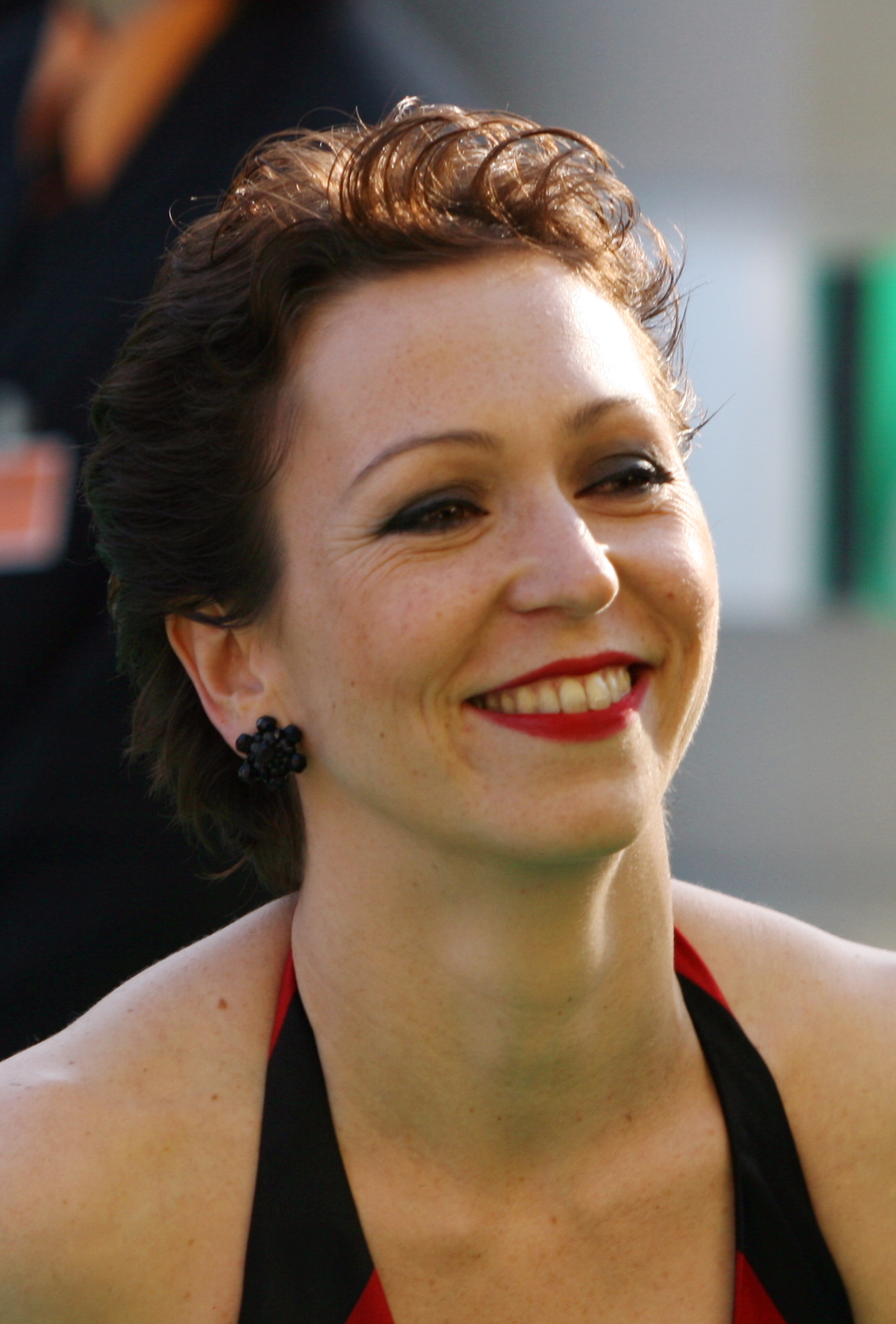
Zuzana Stivínová na 43. KVIFF, 2008

- 2000 Zpráva o putování studentů Petra a Jakuba
- 2000 Anděl exit
- 2003 Nevěrné hry
- 2005 Toyen
- 2005 Anděl páně
- 2007 Chyťte doktora
- 2008 O rodičích a dětech
- 2008 Bathory
- 2012 Martin a Venuše
- 2021 Moje slunce Mad
- 2021 Přes hranici
- 2022 Zakletá jeskyně
- 2024 Kosmonaut z Čech

### Televize
- 1998 Čerte, tady straší
- 1998 Tři králové
- 1999 Jistota
- 2000 Specialita šéfkuchaře
- 2001 Černí andělé
- 2002 Lišák
- 2003 Záchranáři
- 2004 Pískovna
- 2008 Soukromé pasti
- 2012 Occamova břitva
- 2014 Osmy
- 2016 Pustina
- 2017–2019 Marie Terezie – TV seriál
- 2017 Monstrum – TV film[2]
- 2017 Génius
- 2017 Kapitán Exner
- 2017 Život a doba soudce A. K.
- 2017 Svět pod hlavou
- 2018 Lynč
- 2019 Bez vědomí
- 2019 Vodník
- 2020 Past – TV film
- 2022 Guru

## Divadelní role, výběr
- 2021 Maxim Gorkij: Vassa Železnovová, titulní role, Stavovské divadlo, režie Jan Frič
- 2022 Karel Čapek: Hordubal, Polana, Národní divadlo, režie Michal Vajdička
- 2023 Choderlos de Laclos: Nebezpečné známosti, Markýza de Merteuil, Stavovské divadlo, režie SKUTR
- 2025 Robert Icke (podle Aischyla): Oresteia. Národní divadlo, premiéry 6. a 7. února 2025, překlad: Pavel Dominik, režie: Marián Amsler, role: Klytaimnéstra.

### Rozhlas
- 2007 Jana Knitlová: Fitzgeraldovi – Takový krásný pár, hra ze života F. S. Fitzgeralda a jeho manželky Zeldy. Dramaturgie Jana Paterová. Režie Karla Sturmová-Štaubertová. Osoby a obsazení: Francis Scott Fitzgerald (Karel Roden), Zelda, jeho žena (Zuzana Stivínová), Mademoiselle (Apolena Veldová) a Michel (Radek Holub). Natočeno v roce 2007.[3]

## Ocenění
Za roli ve filmu Nevěrné hry byla nominovaná na Českého lva.